# 安科生物
安徽安科生物工程（集团）股份有限公司（深交所：300009，简称安科生物），是中国深圳证券交易所创业板首批上市公司。公司总部位于安徽省合肥市，主营业务包括生物制品、现代中成药、化学合成药、多肽药物、核酸检测产品等，是国家火炬计划重点高新技术企业。
公司董事长为宋礼华，是第十届、十一届、十二届全国人大代表。
2017年，公司实现营业收入11.0亿元，同比增长29.09%；净利润2.78亿元，同比增长40.77%。